# Thập niên 1520
Thập niên 1520 là thập niên diễn ra từ năm 1520 đến 1529.